# Championnat d'Azerbaïdjan de football 2017-2018
Navigation
Édition précédente Édition suivante
La saison 2017-2018 du Championnat d'Azerbaïdjan de football est la vingt-sixième édition de la première division en Azerbaïdjan. Les huit meilleurs clubs du pays sont regroupés au sein d'une poule unique où ils s'affrontent quatre fois, deux fois à domicile et deux fois à l'extérieur. En fin de saison, le dernier du classement est relégué et remplacé par le champion de deuxième division.
Lors de cette saison, Qarabağ FK défend son titre face à 7 autres équipes.
Trois places qualificatives pour les compétitions européennes sont attribuées par le biais du championnat (1 places au premier tour de qualification de la Ligue des champions 2018-2019 et 2 places au premier tour de qualification de la Ligue Europa 2018-2019). Une autre place qualificative pour la Ligue Europa sera garantie au vainqueur de la Coupe d'Azerbaïdjan. Le dernier du championnat est relégué en Birinci Dasta.

## Compétition

### Classement
Le classement est calculé avec le barème de points suivant : une victoire vaut trois points, le match nul un. La défaite ne rapporte aucun point.
| Rang | Équipe        | Pts | J  | G  | N | P  | Bp | Bc | Diff |
| ---- | ------------- | --- | -- | -- | - | -- | -- | -- | ---- |
| 1    | Qarabağ FK T  | 65  | 28 | 20 | 5 | 3  | 37 | 13 | +24  |
| 2    | FK Qabala     | 49  | 28 | 14 | 7 | 7  | 43 | 26 | +17  |
| 3    | Neftchi Bakou | 46  | 28 | 14 | 4 | 10 | 39 | 28 | +11  |
| 4    | Zirə FK       | 44  | 28 | 12 | 8 | 8  | 36 | 30 | +6   |
| 5    | FK Sumgayit   | 40  | 28 | 11 | 7 | 10 | 34 | 33 | +1   |
| 6    | Keşla FK C    | 31  | 28 | 8  | 7 | 13 | 29 | 39 | -10  |
| 7    | Sabail FK P   | 23  | 28 | 6  | 5 | 17 | 19 | 39 | -20  |
| 8    | Kapaz PFC     | 14  | 28 | 3  | 5 | 20 | 18 | 47 | -29  |

| Légende : Qualifications et relégations | Légende : Qualifications et relégations                                                 |
| --------------------------------------- | --------------------------------------------------------------------------------------- |
|                                         | Qualification pour le premier tour de qualification de la Ligue des champions 2018-2019 |
|                                         | Qualification pour le premier tour de qualification de la Ligue Europa 2018-2019        |
|                                         | Relégation en Birinci Dasta                                                             |
|                                         | T : Tenant du titre C : Vainqueur de la Coupe d’Azerbaïdjan 2017-2018                   |

## Meilleurs buteurs
| Rang | Joueur                | Club        | Buts |
| ---- | --------------------- | ----------- | ---- |
| 1    | Bagaliy Dabo          | FK Qabala   | 13   |
| 2    | Amil Yunanov          | FK Sumgayit | 10   |
| 3    | Steven Joseph-Monrose | FK Qabala   | 9    |

Mise à jour au 20 mai 2018.